# Joaquim Cordeiro
Joaquim Dias Cordeiro da Mata, född 1857 i Icolo e Bengo, provinsen Luanda i Angola, död 2 mars 1894 i Barro do Kwanza. Cordeiro var författare, journalist, lärare, historiker, filolog.

## Biografi
Joaquim Cordeiro var son till Agostinho José Cordeiro da Matta och Isabel José Afonso. Hans far hade ett trävarubolag och reste till regnskogarna i Cuanza Norte och köpte exotiska träslag som skeppades till Lissabon. Unge Cordeiro fick ibland följa med sin far och lärde känna flera folkslag och deras språk. Efter skolan arbetade han som springpojke på Luanda-tidningen O Diario. Han drömde om att bli journalist och författare.
På 1880-talet upplevde Angola en litterär våg. Tidningar hade startats i Luanda och Benguela och de gav utrymme åt angolanska journalister. Cordeiro började studera artiklar om folkens historia, legender och språk. Han skrev en avhandling om Den sanna historien om drottning Nzinga, som tyvärr gott förlorad. Med tiden övertog han sin fars företag. Men han fortsatte studera Mbundufolkets kultur och gav ut ett lexikon, Kimbundu – Portugisiska.
Cordeiro var en av de första som uttryckte en önskan om självständighet för Angola. Han bodde i Barro do Kwanza då han dog den 2 mars 1894.

## Författarskap
Cordeiro skrev många dikter och två opublicerade romaner, men de flesta manuskripten har gått förlorade. Följande har räddats åt eftervärlden:
- 1887 – Delirios (Delirium)
- 1891 – Filosofia Popular em Provérbios Angolenses.[b]
- 1893 – Lexicon Kimbundu – Portugisiska

### Exempel
Några exempel på angolanska ordspråk:
- Det är resan som är viktig – inte skeppet.
- Den verkliga upptäcktsresan börjar när man blir gammal
- Ekorren munhuggs inte med elefanten

## Eftermäle
År 1910 bildades Liga Angolana i Luanda av nationalister som hade avkolonisering på sitt program till minne av Joaquim Correiro.
Joaquim Cordeiro kallas för den angoliska litteraturens Fader.